# فول الصويا الاسود المخمر
داوشي (المعروف أيضًا باسم فول الصويا الأسود المخمر ، الفاصوليا السوداء المخمرة الصينية ، الفاصوليا السوداء المالحة ، أو الفاصوليا السوداء فقط) هي نوع من فول الصويا الأسود المخمر والمملح الأكثر شيوعًا في مطبخ الصين ، حيث يتم استخدامه على نطاق واسع لصنع أطباق صلصة الفاصوليا السوداء . [بحاجة لرقم الصفحة]

## تاريخ
فول الصويا الأسود المخمر هو أقدم غذاء معروف مصنوع من فول الصويا. في عام 165 قبل الميلاد ، تم وضعهم بعلامات واضحة في مقبرة هان رقم 1 في موقع مقبرة ماوانغدوي في جنوب وسط الصين. تم إغلاق القبر حوالي عام 165 قبل الميلاد وافتتح لأول مرة في عام 1972. 

### حول العالم
فول الصويا الأسود المخمر هو طعام تقليدي قديم ، يستخدم كتوابل في العديد من دول الشرق الأقصى ومجتمعات الشتات الصينية.  